# Цинциннаті (аеропорт)
Міжнародний аеропорт Цинциннаті/Північний Кентуккі (IATA: CVG, ICAO: KCVG, FAA: CVG) — державний міжнародний аеропорт, розташований у Хевроні, штат Кентуккі, США. Він обслуговує Столичну зону Цинциннаті. Код аеропорту, CVG, походить від найближчого міста на момент його відкриття, Ковінгтон, Кентуккі. CVG займає площу 3100 га.
Зараз міжнародний аеропорт Цинциннаті/Північний Кентуккі пропонує безпересадкове обслуговування пасажирів до понад 50 пунктів призначення в Північній Америці та Європі. Аеропорт є глобальним центром для Amazon Air, Atlas Air, ABX Air, Kalitta Air і DHL Aviation, обслуговуючи численні внутрішні та міжнародні вантажні рейси щодня. Зараз CVG є сьомим за завантаженістю аеропортом у Сполучених Штатах за обсягом вантажних перевезень, а також є вантажним аеропортом, який найшвидше розвивається в Північній Америці.

## Історія

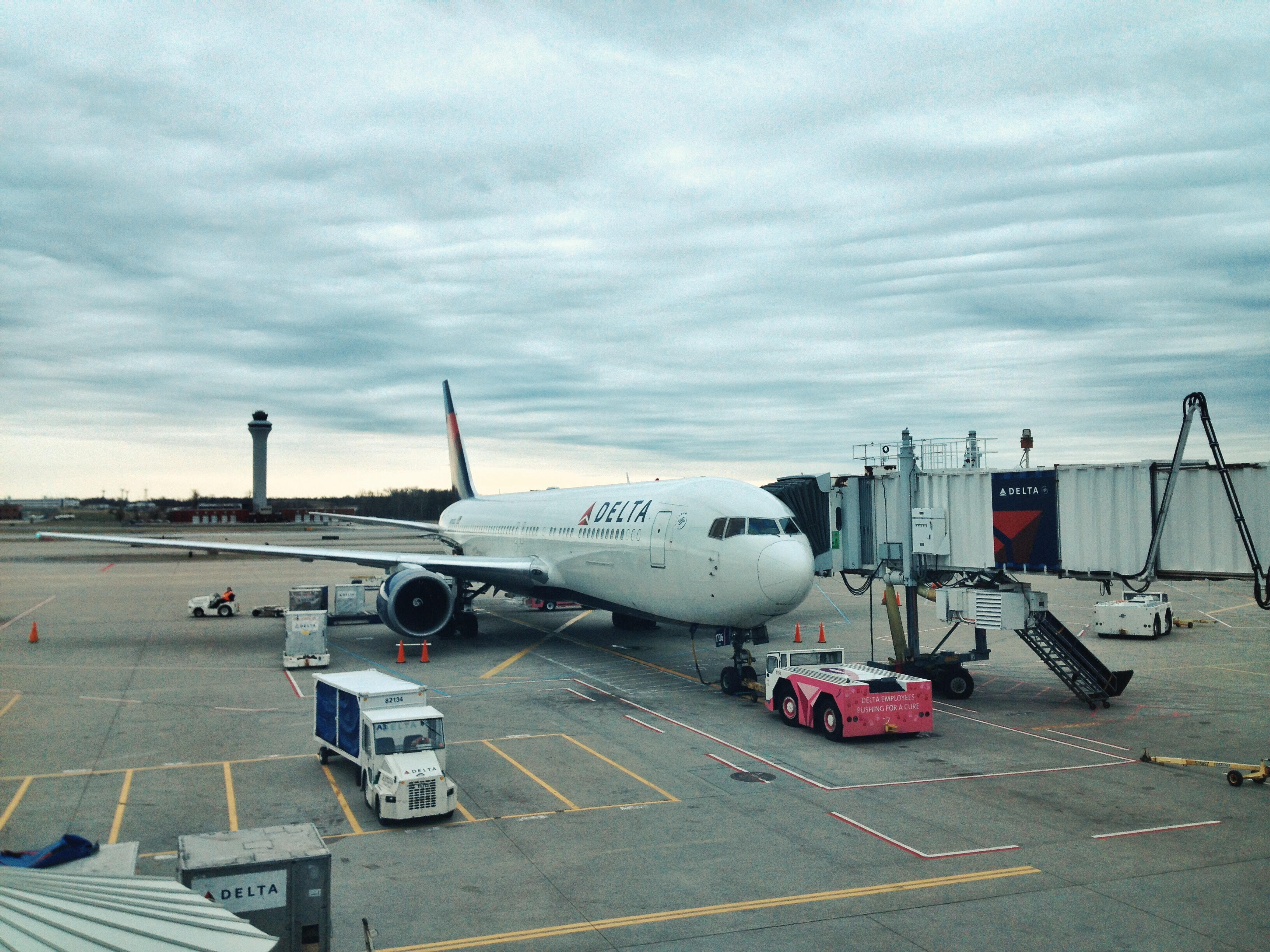
Boeing 767-300ER Delta Air Lines прямує до Парижа.

11 лютого 1942 року президент Франклін Рузвельт затвердив попередні кошти для розвитку території Великого аеропорту Цинциннаті. Це було частиною програми військово-повітряного корпусу армії Сполучених Штатів із створення навчальних закладів під час Другої світової війни. У той час повітряний рух у цьому районі зосереджувався в аеропорту Лункен на південний схід від центру Цинциннаті. Лункен відкрився в 1926 році в долині річки Огайо; на ньому часто був туман, а повінь 1937 року затопила його злітно-посадкові смуги та двоповерхову будівлю терміналу. Федеральні чиновники хотіли, щоб місце аеродрому не було схильне до затоплення, але чиновники Цинциннаті сподівалися побудувати Лункен у головному аеропорту регіону.
У жовтні 1942 року Конгрес виділив 2 мільйони доларів на будівництво чотирьох злітно-посадкових смуг.
Летовище було відкрите 12 серпня 1944 року, а перші бомбардувальники B-17 почали тренування 15 серпня. Оскільки хід війни вже змінився, авіаційний корпус використовував поле лише до тих пір, поки його не оголосили надлишковим у 1945 році. Однак це відбулося лише в середині вересня, коли в Сполучених Штатах прибув перший регулярний авіавантажний вантаж, що свідчить про майбутню важливість аеропорту.
У середині 1980-х Delta відкрила хаб у Цинциннаті та побудувала термінали C і D із 22 виходами. Delta продовжила це в 1992 році, витративши 550 мільйонів доларів на будівництво терміналу 3 із залами A, B і C. Протягом десятиліття Delta нарощувала діяльність магістральних ліній і Comair і створила Delta Connection. Це різко збільшило кількість авіаційних операцій з приблизно 300 000 до 500 000 авіаційних переміщень на рік. У свою чергу, за десятиліття кількість пасажирів подвоїлася з 10 мільйонів до понад 20 мільйонів. Це розширення спонукало до будівництва злітно-посадкової смуги 18L/36R, і аеропорт почав готуватися до будівництва залу D, одночасно додавши розширення до залів A і B.
На піку свого розвитку CVG став другим за величиною хабом Delta, обслуговуючи понад 600 рейсів щодня в 2005 році. Це був четвертий за величиною хаб у світі для однієї авіакомпанії за кількістю вильотів, поступаючись лише Атланті, Чикаго-О'Хара та Далласу/Форт-Ворту. Хаб обслуговував усе: від 64-мильного рейсу до Дейтона, до щоденних безпосадочних рейсів до Гонолулу та Анкориджа, до численних трансатлантичних напрямків, включаючи Амстердам, Брюссель, Франкфурт, Лондон, Манчестер, Мюнхен, Париж, Рим і Цюрих. Крім того, Air France виконувала рейси до CVG протягом кількох періодів протягом більше десяти років, перш ніж остаточно припинити обслуговування в 2007 році.